# Инициатива (шахматы)
Инициати́ва (лат. initium — почин, начало; ↑) — проявление активности с целью:
- придать действиям своих фигур атакующий характер,
- заставить соперника перейти к длительной защите.

## Теория
Развивать инициативу означает, прежде всего, усилить взаимодействие своих фигур и дезорганизовать игру соперника. Ради овладения инициативой можно пойти на временные позиционные уступки или материальные жертвы.
Борьба за инициативу начинается в дебюте. Захват инициативы в дебютной стадии — основная тенденция современной стратегии белых. В то время как стратегия чёрных — стремление с первых ходов к полноправной игре. Таким образом, каждая из сторон пытается нарушить первоначальное равновесие в дебюте и захватить инициативу.
Правильная оценка фактора инициативы требует обязательного учёта её прочности и длительности, а также защитительных ресурсов обороняющейся стороны. Иногда одна из сторон намеренно уступает инициативу сопернику, получая взамен ряд позиционных или материальных преимуществ. При этом учитывается возможность постепенного обезвреживания временной инициативы соперника и использования в дальнейшем полученных преимуществ. Лучшим средством обезвреживания инициативы является контратака.